# بتول (اسم)
بتول هو اسم علم مؤنث من أصل عربي، ومعناه هو الوقار.

## الأصل اللغوي
(اسم)
البَتُول من النساء: العَذْراء المنقطعة عن الزواج.
(صيغة فَعول لِلْمُبَالَغَةِ).
-عُرِفَتْ مَرْيَمُ العَذْرَاءُ باسْمِ البَتولِ: أَي العَذْراءُ. وَهُوَ مِنَ الأسْماءِ الَّتِي تُطْلَقُ عَلَى النِّسَاءِ ؛كَما يَعْنِي الْمَرْأةَ الْمُنْقَطِعَةَ عَنِ الزَّوَاجِ.

## شخصيات تحمل الاسم
- بتول الخضيري (روائية عراقية، 27 نوفمبر 1965 – )
- بتول عرفة (16 نوفمبر 1981 – )

## وصلات خارجية
- موسوعة السلطان قابوس لأسماء العرب